# Особняк С. П. Рябушинского
Особня́к Рябуши́нского — городская усадьба, построенная архитектором Фёдором Шехтелем для предпринимателя Степана Рябушинского в 1900—1903 годах. Является одним из наиболее репрезентативных примеров раннего модерна в русской архитектуре. С 1965 года в здании располагается музей-квартира Горького.

## История

### Строительство
Строительство городской усадьбы Степана Рябушинского началось летом 1900 года на Малой Никитской улице, в самом центре Москвы. По задумке владельца, на территории имения, помимо здания особняка, должны были расположиться хозяйственные помещения: прачечная, дворницкая, кладовая и конюшня. Воплощение замысла Степан Рябушинский поручил архитектору Фёдору Шехтелю, неординарные творения которого производили на предпринимателя особенно сильное впечатление.
Территория будущей усадьбы вплотную прилегала к Малой Никитской улице, однако заказчик хотел, чтобы главный корпус имения находился в глубине участка. Чтобы осуществить идею Рябушинского, Шехтель вывел на красную линию только парадное крыльцо, а дом окружил садом. Этот приём позволил создать воздушное пространство между улицей и особняком, зрительно отодвинув здание вглубь. В 1903 году строительство завершилось, и вскоре семья поселилась в усадьбе.
В нескольких комнатах второго этажа владелец расположил свою коллекцию икон, которая считалась самой большой в России. Увлекавшийся археологией,
Степан Рябушинский много времени посвящал исследованию и реставрации дониконовской иконописи и приложил немало усилий для развития этой малоизученной области искусствоведения. В 1904 году он превратил галерею третьего этажа в реставрационную мастерскую и пригласил для работы известных московских реставраторов — Алексея Васильевича и Александра Алексеевича Тюлиных. В стенах особняка они восстановили такие древнерусские иконы из коллекции Рябушинского, как «Архангел Михаил», «Одигитрия», «Митрополит Пётр» . Несколько десятков икон из коллекции мецената хранятся в Государственной Третьяковской галерее.

### После Революции
После Революции 1917 года семья Рябушинских эмигрировала в Италию, а особняк перешёл в собственность городских властей. Недолго в усадьбе пребывали отдел виз и паспортов Наркомата иностранных дел (1917—1919 годы) и Госиздат (1919—1921 годы). Как планировка дома, так и сохранившаяся мебель не подходили для полноценного функционирования подобных организаций. Через несколько месяцев после переезда заместитель наркома иностранных дел Лев Карахан потребовал «предоставить для архива в особняк Рябушинского необходимые шкафы и прочие принадлежности».
В 1921-м здание было отдано в ведомство Русского психоаналитического общества во главе с профессором Иваном Ермаковым, где начал свою исследовательскую деятельность выдающийся советский психолог Александр Лурия. Он оставил восторженные воспоминания о работе в необычном здании:
Я стал — в возрасте двадцати одного года — ученым секретарем Русского психоаналитического общества, председателем которого был профессор Ермаков... Нам дали прекрасный дом — особняк Рябушинского. Я получил великолепный кабинет, оклеенный шелковыми обоями, и страшно торжественно заседал в нем, устраивая раз в две недели заседания психоаналитиков. На первом этаже особняка помещалось наше психоаналитическое общество, а на втором — психоаналитический детский сад. Большого воспитательного эффекта работа наша не дала, но возможность заниматься интереснейшими проблемами науки в идеальных условиях мы на какое-то время получили.
В 1921 году в здании расположился специализированный детский сад Детский дом-лаборатория «Международная солидарность». Это было экспериментальное учреждение, созданное при поддержке Льва Троцкого и Надежды Аллилуевой. Место заведующей заняла видный партийный деятель и педагог Вера Шмидт. Задачей служащих являлось применение метода детской психоаналитической педагогики для воспитания новой социалистической личности, свободной от классовых и гендерных предрассудков. Половина посещавших детский сад происходила из семей большевистской элиты: дети Якова Свердлова, Тимура Фрунзе, а также младший сын Иосифа Сталина Василий, — в то время как вторую часть составляли сироты. Пол ребёнка не играл роли при наборе в группы, а воспитатели призывали подопечных не скрывать своих сексуальных эмоций. «Никаких стеснений и никаких обязательств!» — писала Вера Шмидт в дневнике о своей методе. Выбор особняка на Малой Никитской не случаен: его фантастические и глубоко аллегоричные интерьеры нашли новую интерпретацию, а именно бессознательного и духовной эволюции личности. Враждебное отношение Владимира Ленина к психоанализу как буржуазному учению, обнаруженное в документах Клары Цеткин после его смерти, а также сомнения в эффективности эксперимента привели к закрытию детского сада в 1925 году.
Позднее особняк заняло Всесоюзное общество культурной связи с заграницей (ВОКС).

### Квартира Горького
В 1931 году усадьба была предоставлена для проживания писателю Максиму Горькому и его семье, вернувшимся из Италии. Ещё до Революции и отъезда из России Горький с пренебрежением отзывался об особняке и называл его «нелепым». В 1931-м писатель окончательно решил вернуться в Москву и, узнав о предполагаемом месте размещения, просил своего секретаря Петра Крючкова отложить вопрос о поселении до личного приезда:
Но я совершенно точно знаю, что моё поселение во дворце или храме произведёт справедливо отвратительное впечатление на людей, которые, адски работая, обитают в сараях.
Своего мнения Горький не изменил и после переезда. В письме французскому писателю Ромену Роллану он использует тот же эпитет — «нелепый дом, но работать можно». Именно в этом особняке в начале 1932 года состоялась встреча Горького и Сталина с писателем Михаилом Шолоховым, на которой решилась судьба третьего тома «Тихого Дона» и романа «Поднятая целина». Оба произведения было разрешено опубликовать.
В октябре того же года Сталин и Горький дважды проводили ночные встречи с советскими писателями, на которых помимо известных литераторов: Михаила Шолохова, Корнея Чуковского, Самуила Маршака, Михаила Пришвина, — также присутствовали члены политбюро. Драматург Леонид Леонов вспоминает происходившее следующим образом:
Встречался я со Сталиным, встречался… не раз… Картина есть у художника Яр-Кравченко, она сохранилась в литературном музее: в Рябушинском особняке, у Горького, Политбюро со Сталиным, и мы, писатели, человек пятнадцать. Там Горький и Сталин за столом, и Маленков, Молотов, Андреев, все сидят, а на первом месте кресло, а в кресле я сижу, молодой, приятный. Было дело… Это были страшные времена. И Ягода тоже был с нами, главный шеф Леопольда Авербаха, председателя РАППа… страшный человек был, такой бледный, маленького роста...
На этой встрече возник и наполнился конкретным содержанием термин «социалистический реализм», определённый как идеологическая платформа нового советского искусства. Литературовед Корнелий Зелинский, присутствовавший на собрании, приводит комментарий Сталина:
Художник прежде всего должен правдиво показать жизнь. А если он правдиво будет показывать нашу жизнь, то в ней он не может не заметить, не показать того, что ведет ее к социализму. Это и будет социалистическое искусство. Это и будет социалистический реализм.
Тогда же нашли поддержку идеи организации первого съезда советских писателей, а также строительства в Москве литературного института, который предложили назвать в честь Горького.
В особняке за писателем было установлено пристальное наблюдение сотрудников ОГПУ: в прихожей сидел комендант И. М. Кошенков, который вёл подробную запись всего происходящего.
Во время реставрационных работ в середине 1970-х годов в одной из стен дома обнаружили громоздкое подслушивающее устройство. Историки полагают, что нежелание Сталина поселить писателя в более скромном месте было обусловлено невозможностью незаметно осуществлять наблюдение за ним на меньшем пространстве. Таким образом, опасения Горького, писавшего Елене Булгаковой: «Здесь за каждой дверью есть ухо», — оказались вполне оправданными.
Горький инициировал некоторые изменения в интерьере. Гостиная Рябушинских была преобразована в библиотеку и заставлена шкафами по периметру стен. Один из двух кабинетов на первом этаже переоборудовали под спальню. Монументальный камин с полуобнаженной женщиной-бабочкой, декор
которого смущал писателя, убрали из гостиной, после чего найти его не удалось. На этом месте Горький расположил коллекцию декоративных статуэток из слоновой кости — нэцкэ, — которую он собирал на протяжении последних тридцати лет жизни, а в прихожей разместились глиняные горшки, привезённые из Средней Азии.
Насыщенная история особняка нашла отражение в стихотворении московского поэта Владимира Дагурова «Никитские ворота»:
А в постройке классической той, 

Где березы прильнули к фрамугам,
 
Пил отеческий воздух Толстой,

Дома кончив «Хожденье по мукам».
Рядом экспроприирован был

Особняк в пышном стиле «модерна».
 
Горький лестниц его не любил:

Эх, во всем декадентство манерно!

### Музей Горького
Во время Великой Отечественной войны служебные постройки усадьбы были преобразованы в семейное жильё, в 1942—1945 годах в одной из них квартировал писатель Алексей Толстой. После смерти Горького в особняке осталась вдова его сына Надежда Пешкова, которая внесла существенный вклад в создание музея имени писателя. Его официальное открытие состоялось 28 мая 1965 года. Новый комплекс оказался своеобразным продолжением литературного музея Горького по улице Поварской (бывшей Воровского), дом 25, созданного в 1937-м по распоряжению ЦИК.
Необходимость открытия филиала была обусловлена интенсивным
пополнением музейного фонда.
Экспозиция музея расположена в пяти мемориальных комнатах: библиотеке, кабинете, спальне, столовой и секретарской, — в которых сохранена подлинная обстановка и личные вещи Горького. В библиотеке на первом этаже особняка хранится книжная коллекция писателя, насчитывающая 12 тысяч томов, включая редкие дореволюционные книги по востоковедению, которым увлекался литератор. Все экземпляры расставлены в порядке, который был удобен автору для работы.
Одним из важнейших направлений научной деятельности музея как одного из комплексов Института мировой литературы имени А. М. Горького является описание этих коллекций. В 1981 году был составлен двухтомный труд «Личная библиотека А. М. Горького в Москве. Описание», представляющий собой первый перечень книг данного собрания.
На втором этаже две комнаты занимает экспозиция, посвящённая годам жизни Горького после возвращения из Италии. Остальные не доступны для посетителей, так как в них хранится музейный фонд. Пространство в подвале отдано выставке, знакомящей с Шехтелем и первыми владельцами дома.
В ноябре 2011 года, когда Департамент культурного наследия Москвы объявил запись на экскурсии по памятным местам столицы, особняк Рябушинского стал вторым по популярности объектом, уступив сталинским высоткам. В январе 2018 года некоторые московские СМИ ошибочно сообщали, что сотрудники Третьяковской галереи планировали создать в особняке Рябушинского на Малой Никитской музей о частном коллекционировании. Тем не менее это выставочное пространство планировали разместить в особняке Рябушинских в 3-м Голутвинском переулке, где некоторое время проживала семья Третьяковых.

## Архитектура
Архитектурный стиль Шехтеля испытал сильное влияние европейского модерна, в первую очередь, основателя Дармштадской колонии художников Йозефа Ольбриха, популярного в Европе на рубеже веков. Его стиль послужил вдохновением для многочисленных композиционных, смысловых и стилистических решений особняка Рябушинского. По мнению архитектора Ильи Бондаренко, Шехтель почерпнул многие аспекты в книге 1899 года «Идеи Ольбриха». В издании детально описывается дом Макса Фридмана в Хинтербрюле под Веной, который значительно напоминает особняк Рябушинского: сходство обнаруживают формы лоджии, выходящей в сад, а также особенности декоративной резьбы. В деревянной отделке усадьбы нашли отражение экстравагантные дизайнерские эксперименты французского ар-нуво и английского модерна. Заимствовав технические и стилистические решения, Шехтель наполнил их собственным содержанием, что сделало особняк независимым и целостным архитектурным объектом.
Развитие в Европе и России стиля модерн, помимо множественных стилистических и декоративных изменений, ввело в моду новый тип центрических планировок. Подобная структура подразумевала выделение композиционного центра, вокруг которого возводилось здание. Главные элементы определяли общие пропорции строения. Во многом поэтому для описания архитектуры модерна, в том числе работ Шехтеля, нередко используют метафору зародыша (центра), из которого растение (здание) развивается в стороны и ввысь. К ядру особняка Рябушинского — парадной лестнице — тяготеют другие объёмы здания. Особую значимость получает вертикальное направление, увеличивается композиционная роль лестницы и семиотических акцентов на подъёме и спуске.
Прошлое Шехтеля, работавшего декоратором в театре Михаила Лентовского, нашло отражение в его постройках. Стремление к театральным аллюзиям угадывается в особенностях планировки
его особняков. Архитектор заполняет верхние части арочных проёмов декоративной композицией со спиралевидными узорами, что создаёт эффект пространственных планов, применяемых в театральных порталах. В особняке Рябушинского таковым является просторный проём между столовой и холлом.
Окна индивидуальны по размеру, форме и декоративному оформлению, которое сочетается с рисунком ограды лоджий. Решётки окон напоминают вьющиеся ростки дерева, а балконная решётка уподоблена рыбьей чешуе. Спираль являлась авторской особенностью орнаментики Шехтеля: в особняке, помимо растительных завитков, примечательны также созданные из спирали глаза сов на балконах. Верхняя часть здания украшена проходящим по периметру широким мозаичным фризом с изображением орхидей. Окна и их обрамления, фриз и карниз особняка намеренно укрупнены Шехтелем для создания гиперболизированного эффекта, выделявшего здание на фоне остальных. Визуально одинаковые оконные проёмы четырёх этажей на самом деле последовательно уменьшаются, придавая постройке бо́льшую высоту.
Помимо архитектурного новаторства, проект Шехтеля отличала техническая оснащённость. Например, им была создана система кондиционирования помещений, близкая к современной: воздух циркулировал по зданию с помощью каминов и через решётку выходил у подножья лестницы. Находившаяся в подвальном помещении кухня соединялась со столовой лифтом, что позволяло моментально доставлять блюда к столу .

## Интерьеры
Стилистическое оформление особняка представляет завершённую сотериологическую концепцию. Здание имеет чёткое символическое деление: первый этаж олицетворяет подводный мир, второй — воздушный, а третий — горный. Подобная планировка особняка соответствует древнему представлению о трёхчастном устройстве бытия: подводный мир, земной, небесный. Парадная лестница в форме волны символизирует бесконечное движение. Её прототипом является лестница в особняке Иветт Гильбер архитектора Харвье Шелкопфа. Изогнутый парапет лестницы переходит в витраж, знаменующий встречу воды и воздуха. Атмосфера подводной жизни воссоздаётся благодаря цветовому оформлению: сочетание серо-зелёного мрамора, из которого изготовлена лестница, светло-зелёных стен и игры света, созданной с помощью соседства тонированных стёкол витражей и матового потолка.
Художественное оформление особняка отличает эстетическая и символическая наполненность. Мельчайшие элементы декора в здании детально продуманы и служат единому стилистическому замыслу архитектора: дверные ручки имеют форму морских коньков, а паркет напоминает морские волны. Особенно примечательным является светильник-медуза на гребне лестницы-волны, который при взгляде сверху принимает вид черепахи. Потолок украшает выполненная вручную лепнина, имитирующая заросший водоём.
Второй этаж символизирует земной мир, наполнен аллегориями противостояния добра и зла. Это наглядно демонстрирует внушительная колонна, проходящая сквозь первый и второй этажи. Её замысел отсылает к дереву познания, которое украшают четыре лилии, символизирующие добро, и саламандры, олицетворяющие зло.
На третьем этаже располагалась потайная моленная, спрятанная от посторонних глаз не только изнутри особняка, но и снаружи. Конструкция здания, которому Шехтель визуально придал двухэтажный вид, скрывает мансарду, маскируя его обильным декором и габаритными окнами. Чтобы попасть наверх, нужно было пройти по узкой галерее второго этажа и затем подняться по тёмной лестнице на третий. Этот путь олицетворяет дорогу аскезы, смирения и восхождение от земного мира к небесному в соответствии с христианской доктриной. Узкая и едва освещённая лестница символизирует трудности этого выбора. Тайное положение моленной объясняется её нелегальным статусом на момент завершения отделочных работ:
Рябушинские являлись старообрядцами, и до указа Николая II «Об Укреплении Начал Веротерпимости» им было запрещено иметь собственные культовые сооружения. Однако позднее помещение также не включали в страховые описи. Рябушинские сохраняли комнату в тайне ввиду аскетичного отношения к религии, свойственного старообрядцам. Комната выполнена Шехтелем в стиле раннехристианских храмов. В основании свода — небольшое окно, создававшее естественное освещение. Стены цвета красной глины расписаны узорами, которые воспроизводят звёздное небо.
Самой большой комнатой особняка была гостиная на первом этаже. В центре располагался камин из каррарского мрамора с изображением полуобнажённой женщины-бабочки, распахнувшей крылья. Особенное внимание привлекает витражная картина, украшающая прихожую. Она визуально меняет цвет в зависимости от позиции смотрящего — от синего до ярко-жёлтого. Витражный пейзаж подчёркивает символическую концепцию декора дома — единение человека с природой. Рядом с прихожей находится кабинет, обильно декорированный мотивом лаврового дерева, древнего символа славы, успеха и победы. Этот узор повторяется в деревянной отделке, витраже, дверных ручках. Бо́льшая часть мебели кабинета после революции утрачена. Сохранился только один оригинальный предмет, выполненный по эскизам Шехтеля, — небольшой шкаф над камином.

## Символизм
Символизм внутренних помещений и деталей настолько богат и сложен, что существует совершенно иной взгляд на этот особняк Рябушинских, в котором они практически не жили, а только встречались всей большой семьей по праздникам. В нём Шехтель спроектировал помещения соответствующие пути Христа при прохождении им Страстей Христовых. Шехтель спрятал внутри от посторонних глаз старообрядческую церковь и мастерскую по реставрации старообрядческих икон